# Noémie Brochant
Pour les articles homonymes, voir Brochant.
Noémie Brochant, née le 25 octobre 1999, est une joueuse française de basket-ball. Elle évolue au poste d'ailière.

## Biographie
Originaire du Val-d'Oise, elle a commencé à jouer au basket à Ermont. Elle intègre le centre de formation de Toulouse en 2013. Après avoir gravi tous les échelons, elle intègre pleinement l'effectif pro lors de la saison 2019-2020.
Elle est une pièce maîtresse de l'équipe de Xavier Noguera avec laquelle elle remporte le championnat de France LF2 en 2022.
En juin 2023, elle s'engage chez les Flammes Carolo pour trois saisons. Avec ce club, elle remporte l'édition 2025 de la Coupe de France.
En avril 2025, Noémie Brochant est appelée par Jean-Aimé Toupane dans une présélection élargie de 25 joueuses en vue de l’EuroBasket. Elle est finalement retenue parmi les 12 joueuses sélectionnées pour disputer la compétition.

## Palmarès

### Équipe nationale
- Médaille de bronze au championnat d'Europe U18 2017[7].

### En club
- Championne de France LF2 en 2022[8].
- Coupe de France en 2025[5].